# Xennella filicaudata
Xennella filicaudata is een rondwormensoort uit de familie van de Xennellidae. De wetenschappelijke naam van de soort is voor het eerst geldig gepubliceerd in 1954 door Allgén.